# 329025 Annekathrin
329025 Annekathrin è un asteroide della fascia principale. Scoperto nel 2001, presenta un'orbita caratterizzata da un semiasse maggiore pari a 2,9859770 au e da un'eccentricità di 0,1691503, inclinata di 8,21169° rispetto all'eclittica.